# ヒラル・エル＝ヘルウェ
ヒラル・エル＝ヘルウェ（アラビア語: هلال الحلوي、ラテン語: Hilal El-Helwe、1994年11月24日 - ）は、ドイツ・ハノーファー出身のサッカー選手。ポジションはMF、FW。レバノン代表。

## 経歴

### 代表
2015年10月8日、2018W杯・アジア予選を戦うレバノン代表に初招集され、ミャンマー代表でスタメン出場し代表初キャップ。2016年3月29日、2018W杯・アジア予選のミャンマー戦で初得点を挙げた。